# Max Théron
 (avril 2025).
Pas d'image ? Cliquez ici

a Compétitions nationales et continentales officielles uniquement.

b Matchs officiels uniquement.
Max Théron, né le 5 septembre 1949 à Fraisse-Cabardès (France), est un joueur de rugby à XV puis joueur et entraîneur français de rugby à XIII dans les années 1970 et 1980 évoluant au poste de pilier.
Natif de l'Aude, il joue pour l'AS Carcassonne dans le Championnat de France, le remportant en 1972 et 1976.
Ses bonnes prestations en club l'amènent à être sélectionné en équipe de France et compte une seule et unique sélection le 21 novembre 1971 contre la Nouvelle-Zélande.

## Palmarès

### En tant que joueur
- Collectif : 
  - Vainqueur du Championnat de France : 1972 et 1976 (Carcassonne).
  - Finaliste de la Coupe de France : 1973 (Carcassonne).

### En tant qu'entraîneur
- Collectif : 
  - Vainqueur du Championnat de France : 1992 (Carcassonne).

### Détails en sélection
| 1. | 21 novembre 1971 | Nouvelle-Zélande | 20-28 | Test-match | Pilier | - | - | - | - |